# Palpita
Palpita es un gènere de lepidòpters ditrisis de la família dels cràmbids (Crambidae). Algunes espècies són plagues de l'agricultura. Els membres del gènere d'arnes Stemorrhages poden ser d'aparença molt similar.

## Taxonomia
- Palpita aenescentalis Munroe, 1952
- Palpita aethrophanes (Meyrick, 1934)
- Palpita albifulvata Kirti & Rose, 1992
- Palpita angusta Inoue, 1997
- Palpita annulata (Fabricius, 1794)
- Palpita annulifer Inoue, 1996
- Palpita approximalis (Hampson, 1918)
- Palpita argoleuca (Meyrick, 1938)
- Palpita arsaltealis (Walker, 1859)
- Palpita asiaticalis Inoue, 1994
- Palpita aureolina Inoue, 1997
- Palpita australica Inoue, 1996
- Palpita austrannulata Inoue, 1996
- Palpita austrounionalis Inoue, 1997
- Palpita bakerialis (Schaus, 1927)
- Palpita bambusalis (Moore, 1888)
- Palpita bicornuta Inoue, 1996
- Palpita bonjongalis
- Palpita braziliensis Munroe, 1959
- Palpita brevimarginata (Janse, 1924)
- Palpita candicantis Inoue, 1997
- Palpita candidalis (Dognin, 1904)
- Palpita candidata Inoue, 1996
- Palpita carbonifusalis (Hampson, 1918)
- Palpita cincinnatalis Munroe, 1952
- Palpita cirralis (Swinhoe, 1897)
- Palpita cirrhopis (Meyrick, 1937)
- Palpita citrina (Druce, 1902)
- Palpita claralis (Walker, 1866)
- Palpita conclusalis (Walker, 1866)
- Palpita conistolalis (Hampson, 1918)
- Palpita contrangusta Inoue, 1997
- Palpita crococosta Inoue, 1997
- Palpita curiosa Inoue, 1996
- Palpita curvilinea (Janse, 1924)
- Palpita curvispina Zhang & Li, 2005
- Palpita diehli Inoue, 1996
- Palpita disjunctalis Inoue, 1999
- Palpita dispersalis Inoue, 1996
- Palpita elealis (Walker, 1859)
- Palpita ensiforma Inoue, 1996
- Palpita eribotalis (Walker, 1859)
- Palpita estebanalis (Schaus, 1920)
- Palpita eupilosalis Inoue, 1997
- Palpita flegia (Cramer, 1777)
- Palpita florensis Inoue, 1996
- Palpita forficifera Munroe, 1959
- Palpita fraterna (Moore, 1888)
- Palpita freemanalis Munroe, 1952
- Palpita gracialis (Hulst, 1886)
- Palpita grandifalcata Inoue, 1997
- Palpita griseofascialis Inoue, 1997
- Palpita hexcornutialis Kirti & Rose, 1992
- Palpita hollowayi Inoue, 1997
- Palpita homalia Inoue, 1996
- Palpita horakae Inoue, 1997
- Palpita horocrates (Meyrick, 1937)
- Palpita hyaloptila (Turner, 1915)
- Palpita hypohomalia Inoue, 1996
- Palpita hypomelas (Hampson, 1899)
- Palpita illibalis (Hübner, 1818)
- Palpita illustrata Inoue, 1997
- Palpita inconspicua Inoue, 1996
- Palpita indannulata Inoue, 1996
- Palpita indistans (Moore, 1888)
- Palpita inexpectalis Inoue, 1996
- Palpita inusitata (Butler, 1879)
- Palpita irroratalis (Hampson, 1912)
- Palpita isoscelalis (Guenée, 1854)
- Palpita jacobsalis (Marion & Viette, 1956)
- Palpita jairusalis (Walker, 1859)
- Palpita jansei Munroe, 1977
- Palpita javanica Inoue, 1997
- Palpita junctalis Inoue, 1997
- Palpita kimballi Munroe, 1959
- Palpita kiminensis Kirti & Rose, 1992
- Palpita laciniata Inoue, 1997
- Palpita lanceolata Inoue, 1996
- Palpita lautopennis Inoue, 1997
- Palpita limbata (Butler, 1886)
- Palpita lobisignalis (Hampson, 1918)
- Palpita longissima Inoue, 1996
- Palpita luzonica Inoue, 1996
- Palpita magniferalis (Walker, 1861)
- Palpita majorina Inoue, 1997
- Palpita margaritacea Inoue, 1997
- Palpita marginalis Inoue, 1997
- Palpita maritima Sullivan & Solis, 2013
- Palpita masuii Inoue, 1996
- Palpita melanapicalis Inoue, 1996
- Palpita metallata (Fabricius, 1781)
- Palpita micronesica Inoue, 1997
- Palpita microptera Inoue, 1996
- Palpita minuscula Inoue, 1996
- Palpita monomaculalis Inoue, 1997
- Palpita munroei Inoue, 1996
- Palpita nigricollis (Snellen, 1895)
- Palpita nigropunctalis (Bremer, 1864)
- Palpita nonfraterna Inoue, 1996
- Palpita notabilis Inoue, 1997
- Palpita oblita (Moore, 1888)
- Palpita obsolescens Inoue, 1997
- Palpita ocelliferalis (Hampson, 1912)
- Palpita ochrocosta Inoue, 1996
- Palpita pajnii Kirti & Rose, 1992
- Palpita pallescens Inoue, 1996
- Palpita palpifulvata  Kirti & Rose, 1992
- Palpita pandurata Inoue, 1996
- Palpita parvifraterna Inoue, 1999
- Palpita paulianalis (Marion & Viette, 1956)
- Palpita perlucidalis Inoue, 1999
- Palpita persicalis (Amsel, 1951)
- Palpita persimilis Munroe, 1959
- Palpita perunionalis Inoue, 1994
- Palpita phaealis (Hampson, 1913)
- Palpita picticostalis (Hampson, 1896)
- Palpita pilosalis Inoue, 1997
- Palpita postundulata Inoue, 1997
- Palpita pratti (Janse, 1924)
- Palpita pudicalis (Kenrick, 1907)
- Palpita pulverulenta (Hampson, 1918)
- Palpita punctalis (Warren, 1896)
- Palpita quadristigmalis (Guenée, 1854)
- Palpita quasiannulata Inoue, 1996
- Palpita rhodocosta Inoue, 1997
- Palpita roboralis Inoue, 1996
- Palpita robusta (Moore, 1888)
- Palpita rotundalis Inoue, 1997
- Palpita seitzialis (E. Hering, 1903)
- Palpita sejunctalis Inoue, 1997
- Palpita semifraterna Inoue, 1996
- Palpita semimicroptera Inoue, 1996
- Palpita seminigralis (Hampson, 1899)
- Palpita shafferi Inoue, 1996
- Palpita simplicissima Inoue, 1997
- Palpita sphenocosma (Meyrick, 1894)
- Palpita spilogramma (Meyrick, 1934)
- Palpita spinosa Clayton, 2008
- Palpita stenocraspis
- Palpita subillustrata Inoue, 1997
- Palpita submarginalis (Walker, 1866)
- Palpita syleptalis (Hampson, 1899)
- Palpita tenuijuxta Inoue, 1996
- Palpita travassosi Munroe, 1959
- Palpita trifurcata Munroe, 1959
- Palpita triopis (Hampson, 1912)
- Palpita tsisabiensis Maes, 2004
- Palpita uedai Inoue, 1997
- Palpita varii Munroe, 1977
- Palpita venatalis (Schaus, 1920)
- Palpita viettei Munroe, 1959
- Palpita viriditinctalis (Hampson, 1918)
- Palpita vitiensis Clayton, 2008
- Palpita vitrealis (Rossi, 1794)
- Palpita warrenalis (Swinhoe, 1894)
- Palpita xanthyalinalis (Hampson, 1899)

## Espècies antigues
- Palpita aequorea (Meyrick, 1933)
- Palpita ardealis (C. Felder, R. Felder & Rogenhofer, 1875)
- Palpita atrisquamalis (Hampson, 1912)
- Palpita caecigena (Meyrick, 1933)
- Palpita celsalis (Walker, 1859)
- Palpita guttulosa (Walker, 1863)
- Palpita iospora (Meyrick, 1936)
- Palpita marginata (Hampson, 1893)
- Palpita rubritactalis (Hampson, 1918)
- Palpita schroederi (Strand, 1912)
- Palpita tritonalis (Snellen, 1895)